# Twine (Software)
Twine ist eine kostenlose Open-Source-Software für die Entwicklung von Interaktiver Fiktion, die in einem Webbrowser gespielt werden kann. Die Software, die sich vor allem an Entwickler ohne Programmierkenntnisse richtet, wurde 2009 von Chris Klimas entwickelt. Twine ist für die Betriebssysteme Windows, Mac OS X und Linux verfügbar.

## Übersicht
Twine ist eine browserbasierte Anwendung, die in HTML5 und JavaScript entwickelt wurde. Zudem ist eine eigenständige Clientanwendung für Endgeräte mit den Betriebssystemen Windows, Mac OS X oder Linux verfügbar. Twine erfordert zur Entwicklung von einfachen Spielen keine Programmierkenntnisse. Die Software gilt daher als ein Werkzeug, welches von jedem, der sich für Interaktive Fiktion und experimentelle Computerspiele interessiert, genutzt werden kann.

## Entwicklungsumgebung
In Twine erstellte Projekte werden innerhalb der Software als „Story“ bezeichnet. Entwickler können bei der Erstellung oder Bearbeitung von Twine-Projekten verschiedene Story-Formate wählen. Diese unterscheiden sich unter anderem in der Formatierung der Textbefehle, mit denen beispielsweise die einzelnen Passagen einer Geschichte miteinander verknüpft werden. Der Schwerpunkt der Software liegt dabei auf der visuellen Struktur von Hypertext: Verknüpfte Textabschnitte werden innerhalb von Twine ähnlich wie bei einem Flussdiagramm als netzartig verbundene Textboxen dargestellt. Neue Textabschnitte werden von Twine automatisch angelegt, wenn eine Zeichenfolge als Verknüpfung formatiert wurde. Diese Textboxen können beliebig positioniert und mehrfach verknüpft werden.

### Unterstützte Computersprachen
Für die Gestaltung der interaktiven Geschichten können HTML5 und CSS genutzt werden. Die verschiedenen Story-Formate bieten zudem vorgefertigte Makros, beispielsweise zur Einbindung von Musik oder für die Erstellung von Savegames. Zusätzlich können mittels JavaScript weitere Funktionen wie Makros oder Widgets ergänzt werden. Twine-Projekte werden als HTML-Dokument gespeichert und exportiert. Exportierte HTML-Projekte können wieder importiert und weiter bearbeitet werden.

### Lokalisation
Die Menüoberfläche der Entwicklungsumgebung wurde aus dem Englischen in neunzehn Sprachen übersetzt. Die Übersetzungen sind allerdings unvollständig, sodass einige Menüpunkte weiterhin auf Englisch angezeigt werden, auch wenn beispielsweise Deutsch als Sprache ausgewählt wurde.

### Identifizierung
Jedes mit Twine erstellte Projekt erhält eine automatisch generierte einzigartige Identifikationsnummer (Interactive Fiction IDentifier, kurz IFID). Diese IFID dient dazu, Geschichten eindeutig zu identifizieren, auch wenn es andere Projekte mit gleich lautendem Namen gibt. Damit folgt Twine dem so genannten Treaty of Babel, einem Community-Standard für interaktive Geschichten, der 2006 von der Interactive Fiction Technology Foundation ins Leben gerufen wurde.

## Plattformen
Die Twine-Applikation ist für Personal Computer mit den Betriebssystemen Linux, Mac OS oder Windows erhältlich. Unterstützte Browser sind:
- Internet Explorer ab Version 8
- Aktuelle Versionen von Chrome, Firefox und Opera
- Safari ab Version 5.1
- iOS Safari ab Version 6

## Rezeption
Während der Gamergate-Kontroverse zwischen 2012 und 2013 erlangte Twine in der LGBT-Computerspielszene Bekanntheit. In diesem Zusammenhang wurde Twine als „The program that’s democratised the video gaming world“ (Das Programm, das die Welt der Computerspieler demokratisierte) bezeichnet. Das Onlinemagazin Spiegel Online empfiehlt die Software „Lesern mit Spieltrieb“. Twine wird in der Medienpädagogik von verschiedenen Institutionen als Werkzeug auch für Schüler empfohlen, so von der Hamburg Open Online University, der Open Knowledge Foundation und der Niedersächsischen Landesmedienanstalt.

## Verbreitung
Laut einem Artikel im Onlinemagazin Gamasutra wird Twine besonders von unabhängigen Spieleentwicklern eingesetzt. Oft handelt es sich dabei um Einzelpersonen, die diese Spiele nicht mit dem Ziel entwickeln, sie kommerziell zu vertreiben. Bei Spielen wie Depression Quest oder The Day The Laughter Stopped, welches 2014 mit dem Deutschen Computerspielpreis ausgezeichnet wurde, wurde Twine als Werkzeug für die spielerische Auseinandersetzung mit ernsthaften Themen eingesetzt. Der Drehbuchautor Charlie Brooker nutzte Twine zur Erstellung des Drehbuchs für den interaktiven Film Black Mirror: Bandersnatch.

## Werke auf Basis von Twine (Auswahl)
- 2013: Depression Quest (Zoë Quinn)